# Ruth Krauss
Ruth Krauss (* 25. Juli 1901 in Baltimore; † 10. Juli 1993 in Westport, CT) war eine amerikanische Kinderbuchautorin. Zu ihren bekanntesten Werken gehören die Kinderbücher The Carrot Seed und A Hole Is to Dig.

## Leben
Ruth Krauss besuchte das Peabody Institute of Music in ihrer Heimatstadt Baltimore und studierte dann an der Parsons School in New York, wo sie den B.A. erhielt. Anfang der 1940er Jahre war Krauss Mitglied des experimentellen Writer’s Laboratory am Bank Street College of Education, das auch Margaret Wise Brown besuchte. Die College-Gründerin Lucy Sprague Mitchell vertrat eine Hier-und-Jetzt-Philosophie der kindlichen Entwicklung, demnach Kinder im Hier und Jetzt leben, und ihre Umgebung als Laboratorium nutzen. Krauss machte sich diese Philosophie zu eigen und nahm auch die Methode der direkten Beobachtung an, indem sie Kindern zuhörte und ihnen zusah, und deren Gedanken direkt in ihre Bücher aufnahm. Dazu nutzte Krauss auch die Spracherwerbs-Theorien von Arnold Gesell, die sich zum Beispiel direkt in A Hole is to Dig ausdrücken, in dem Krauss Kinder nach ihren Erklärungen für Wörter fragte, und daraus ungefiltert ein Buch zusammenstellte, mit Erklärungen wie: Dogs are to kiss people oder A lap is so you don’t get crumbs on the floor. Ihr erstes Buch erschien 1944, und wurde vom abstrakten Maler Ad Reinhardt illustriert. In den nächsten vierzig Jahren schrieb sie 34 weitere Kinderbücher, von denen viele von ihrem Ehemann Crockett Johnson illustriert wurden. Acht ihrer Bücher wurden von Maurice Sendak illustriert. Das erste Buch ihrer Zusammenarbeit – A Hole Is to Dig von 1952 – gilt als Durchbruch für Sendak, der sie als Mentorin betrachtete. Krauss gilt als Pionierin des Kinderbuches mit minimalen jedoch präzisen Text, das sich statt Didaktik und Moral an die Phantasie des Kindes richtet. Neben ihren Kinderbüchern verfasste Krauss auch Theaterstücke und Gedichte für Erwachsene. Ihre Bücher The Happy Day (1950) und A Very Special House (1954) wurden als Caldecott Honor Book ausgezeichnet.

## Werke (Auswahl)
- A Good Man and His Good Wife, illustriert von Ad Reinhardt. (1944); neuillustriert von Marc Simont. 1962.
- The Carrot Seed, illustriert von Crockett Johnson. 1945.
- Bears, illustriert von  Phyllis Rowand (1948); neuillustriert von  Maurice Sendak. 2005.
- The Happy Day, illustriert von Marc Simont. 1949.
- A Hole is to Dig: A First Book of First Definitions, illustriert von Maurice Sendak. 1952.
  - deutsch von Ebi Naumann: Löcher gibt's, um sie zu graben. Aladin Verlag, Hamburg 2016, ISBN 978-3-8489-0073-2.
- A Very Special House, illustriert von Maurice Sendak. 1953
- I'll Be You and You Be Me, illustriert von Maurice Sendak. 1954.
- How To Make An Earthquake, illustriert von Crockett Johnson. 1954.
- Charlotte and the White Horse, illustriert von Maurice Sendak. 1955.
- Is This You?, illustriert von Crockett Johnson. 1955.
- I Want to Paint My Bathroom Blue, illustriert von Maurice Sendak. 1956.
- The Happy Egg, illustriert von Crockett Johnson. 1967.
- The Birthday Party, illustriert von Maurice Sendak. 1957.
- Somebody Else's Nut Tree, and Other Tales from Children, illustriert von Maurice Sendak. 1958.
- Open House for Butterflies, illustriert von Maurice Sendak. 1960.
- Big and Little, illustriert von Mary Szilagyi. 1987.